# The Magic Eye
The Magic Eye è un film muto del 1918 diretto da Rae Berger. Sceneggiato da Frank Howard Clark su un soggetto di Norris Shannon, aveva come interpreti Henry A. Barrows, Claire Du Brey, la piccola Zoe Rae, Charles Hill Mailes.

## Trama
Durante la prima guerra mondiale, il capitano John Bowman non vuole che sua moglie e la figlia Shirley lo accompagnino in un lungo viaggio a bordo del suo piroscafo per paura che la nave possa essere silurata. Prima di salpare, contrae una polizza sulla vita con Sam Bullard, un agente assicurativo che, anni prima, senza che lui ne sapesse niente, aveva corteggiato sua moglie. Dopo la partenza del padre, la piccola Shirley ha la visione del siluramento della nave e, il giorno dopo, arriva Bullard con la notizia dell'affondamento del piroscafo e della morte del capitano. L'uomo, avendo adesso campo libero, cerca di avere finalmente la donna che lo aveva rifiutato anni prima e, allo stesso tempo, cerca anche di mettere le mani sul denaro dell'assicurazione. Ma Shirley, che nella sua visione aveva visto il padre ancora vivo, riesce a convincere i soccorritori a rintracciare il padre, che in effetti si è salvato. Ritornato a casa, Bowman giunge in tempo per salvare la moglie che viene tenuta chiusa in una camera d'albergo da Bullard e per mettere a posto le cose con l'odioso profittatore.

## Produzione
Il film fu prodotto dall'Universal Film Manufacturing Company.

## Distribuzione
Il copyright del film, richiesto dalla Universal Film Mfg. Co., Inc., fu registrato il 22 marzo 1918 con il numero LP12220.
Distribuito dalla Universal Film Manufacturing Company, il film uscì nelle sale statunitensi il 1º aprile 1918.
Non si conoscono copie ancora esistenti della pellicola che viene considerata presumibilmente perduta.